# برونو ريبيرو (لاعب كرة قدم)
برونو ريبيرو (بالبرتغالية: Bruno de Paula Ribeiro Ingrácia‏) هو لاعب كرة قدم برازيلي في مركز الدفاع، ولد في 1 أبريل 1983 في بلدية توبا في البرازيل. لعب مع باوليستا وبلاكبيرن روفرز ونادي بالميراس ونادي فورتاليزا ونادي فيغورينسي.

## وصلات خارجية
- برونو ريبيرو (لاعب كرة قدم) على موقع قاعدة بيانات كرة القدم.إي يو (الإنجليزية)
- برونو ريبيرو (لاعب كرة قدم) على موقع Soccerway.com (الإنجليزية)